# Орбелиани (княжеский род)
Орбелиа́ни (груз. ორბელიანები; также Джамбакуриан-Орбелиани) — грузинский княжеский род. 
Происходит от армянского рода Мамиконянов.

## Происхождение рода
Представитель рода Липарит Орбелиани упоминается в 70-е годы IX века. Грузинский царь Георгий III истребил весь род Орбелиани. Из них только один Липарит, его брат Иван с сыновьями Елигумом и Иваном успели спастись и найти убежище у Атабека Азербайджанского. Обширные их владения были частью разделены между прочими князьями, частью конфискованы в казну. Царица Тамара Великая позволила им вернуться в Грузию и назначила им новые уделы в Сюникской провинции, а также г. Ани.
В XIII веке Орбелиани усердно помогали монголам в их завоевательных походах и значительно усилили влияние. В то же время архиепископ Сюникский Стефан Орбелиан написал историю своего дома. Князья Орбелиани сохраняли свои владения (до 1438), когда царь грузинский — Александр отобрал их удел.
Высочайше утверждённым (7 марта 1826) мнением Государственного совета признаны в княжеском достоинстве князья Джамбакурьян-Орбелиани (всего поименовано 16 человек).

## Известные представители
- Орбелиани, Александр Вахтангович (1802—1869) — поэт.
- Орбелиани, Анна Матвеевна (1765—1832) — царица Имеретии, супруга царя Давида II
- Виссарион (Орбелиани) — Католикос-Патриарх Грузии (1724—1737).
- Орбелиани, Вахтанг Вахтангович (1812—1890) — князь, генерал-лейтенант, грузинский поэт-романтик.
- Орбелиани, Георгий Ильич (1853—1924) — князь, генерал-лейтенант, участник Русско-японской войны.
- Орбелиани, Григорий Дмитриевич (1804—1883) — князь, генерал от инфантерии, герой Кавказской войны, поэт.
- Орбелиани, Дмитрий:[править]  -  Орбелиани, Дмитрий Захарович (1763—1827) — генерал-лейтенант, участник Кавказских походов.
  -  Орбелиани, Дмитрий Николаевич (1766—1827) — начальник Тифлисской таможни, коллежский советник.
  -  Орбелиани, Дмитрий Тамазович (1797—1868) — генерал-лейтенант.
  -  Орбелиани, Дмитрий Фомич (сер. XIX века) — генерал-майор (?).
- Орбелиани Елизавета Дмитриевна (1833—1899) — княжна, племянница Вахтанга Орбелиани. Супруга генерал-фельдмаршала, князя  Барятинского (1815—1879), хозяйка усадьбы «Марьино».
- Орбелиани, Захарий Дмитриевич  (1806—1847) — полковник.
- Орбелиани, Иван Макарович (1844—1919) — генерал от кавалерии.
- Орбелиани, Иван Тамазович (1809—1866) —  генерал-майор.
- Орбелиани, Илья Дмитриевич (1815—1853) — генерал-майор, герой Крымской войны.
- Орбелиани, Иосиф Константинович (1825—1879) — генерал-майор, герой Крымской войны.
- Орбелиани, Макар Фомич (1800—1871) —  генерал-майор.
- Орбелиани, Родам (в монашестве Екатерина; ум. 1691) — царица Картли, жена царя Вахтанга V), мать царя Георгия XI.
- Орбелиани, Сулхан-Саба (1658—1725) —  грузинский писатель, учёный и политический деятель.
- Орбелиани, Тамаз Мамукович (1767—1815) —  генерал-майор.

Кроме того, княжна Анастасия Давидовна Орбелиани (1825—1907) была замужем за кутаисским генерал-губернатором князем Александром Ивановичем Гагариным (1801—1857), который был вероломно убит низложенным владетелем Сванетии князем Константином Дадешкелиани; а княжна  Ефимия Дмитриевна Орбелиани (1801—1849) была матерью грузинского поэта Николая Бараташвили.

## Дворянские роды-вассалы
- Чачикашвили, Каитмазашвили, Довраташвили, Багратисшвили, Шабурисшвили, Мортуладзе, Кобахисшвили, Тариелисшвили, Коинидзе, Хандамисшвили, Бучкиашвили, Автандилашвили, Мачавариани, Джаниашвили, Нацвлишвили, Сакварелидзе, Бандзашвили, Кавтарадзе, Гереули, Каргаретели, Бежиташвили, Лоладзе, Шергилашвили, Габилашвили, Диванашвили, Каосидзе, Кочибролашвили, Элиозисшвили